# Bierikulskij
Bierikulskij (ros. Берикульский) – osiedle w Rosji, w obwodzie kemerowskim, w rejonie tisulskim. W 2010 liczyło 694 mieszkańców.